# Hogeschool van Suriname
Janssen University of Applied Sciences is een hogeronderwijsinstelling in Paramaribo, Suriname.
De hogeschool is eigendom van Janssen & Partners NV, een bedrijf dat zich heeft gespecialiseerd in Bedrijfskunde en ICT, vakgebieden waarin ook de twee opleidingen worden gegeven. Het bedrijf werd in 2001 opgericht.
Voor de uitvoering van examens werkt het samen met partners. De doelgroep bestaat uit leerlingen van het middelbaar onderwijs waarbij de leermethode competentiegericht is. Succesvolle opleidingen worden afgesloten met een bachelorgraad. In 2015 ontving de hogeschool een accreditatie van Nationaal Orgaan voor Accreditatie (NOVA).